# Sherwood King
Pour les articles homonymes, voir King.
Raymond Sherwood King (1904-1981) est un écrivain et publicitaire américain. Il écrivit sous les noms de R.  Sherwood King et Sherry King

## Biographie
Né à Yonkers, Raymond Sherwood King grandit entre le Kansas et Milwaukee dans le Wisconsin. Il fait ses études à l'université Marquette, puis déménage à Chicago, où il travaille dans la publicité et la vente. Il devient ensuite un collaborateur régulier du journal The Chicago Tribune. Il commence à publier des romans policiers à partir des années 1930. Dans les années 1940, il poursuit une carrière de publicitaire.
En 1947, son roman If I Die Before I Wake, publié en 1938, est porté à l'écran par Orson Welles sous le titre The Lady of Shanghai.
Il semble ne plus rien avoir publié après 1961.

## Œuvre
- Echo Over the Lethe, 1934.
- Between Murders, D. Appleton-Century, 1935 ; rééd. A Price for Murder, Londres, 1941.
- If I Die Before I Wake, Simon & Schuster, 1938.
- His Plan Went Wrong!, in: Topical Times, 1939.
- Bookvertising, with 85 studies and expert opinion on How to Prepare Successful Bookvertising, New York, Saybrook House, 1942.
- A Price for Murder, 1957.
- Did We Beat the Reds to Venus?, in: Argosy, octobre 1961.